# Valentin Degen
Valentin Degen (* 3. Januar 1902 in Lorsch; † 16. Oktober 1961 in Darmstadt) war ein römisch-katholischer Geistlicher, Dekan und Direktor des Caritasverbandes Darmstadt.

## Leben
Valentin Degen studierte Theologie und Philosophie an der Universität Innsbruck und schloss jeweils mit der Promotion ab. Bischof Ludwig Maria Hugo weihte ihn im Jahre 1927 zum Priester. Nach Tätigkeiten als Kaplan in St. Elisabeth (Darmstadt), Friedberg (Marienkirche) und Dom zu Worms war er in den Jahren von 1937 bis 1955 Studentenseelsorger in Darmstadt und Sekretär der Caritas. Die Arbeit mit Theologiestudenten sah er als eine seiner Hauptbetätigungsfelder. In den ersten Nachkriegsjahren größter Not organisierte er eine „Studententafel“, bei der viele ein warmes Mittagessen erhalten haben. Für den Hochschulbereich organisierte er verschiedene sozialkritische Vorträge, so mit dem Jesuiten Oswald von Nell-Breuning. 1955 gehörte er zu den Erstunterzeichnern der Gründung der Gesellschaft für christlich-jüdische Zusammenarbeit in Darmstadt. 1958 wurde er Direktor des Caritasverbandes in Darmstadt. Er war schon vor 1933 Mitarbeiter beim „Wormser Echo“  und später den „Darmstädter Nachrichten“. Beides waren katholische Zeitungen, die mit Nachrichten aus Kirche und Welt vor allem ihr Klientel ansprechen sollten. 1936 übernahm er die Leitung der „Darmstädter Nachrichten“, die vom Jahresbeginn 1937 als „Katholisches Kirchenblatt für Darmstadt und Bergstraße“ erschienen. Degen hatte dabei das Blatt völlig neu ausgerichtet. Nach wenigen Monaten kam es wegen eines Leitartikel zu einem Eklat mit den Nationalsozialisten. Er wurde von der GeStaPo verhaftet und für sechs Wochen in „Schutzhaft“ genommen. Der Wiederaufbau der in der Brandnacht vom 11. September 1944 total zerstörten St. Ludwigs-Kirche war ihm ein besonderes Herzensanliegen. 1955 konnte die Kirche wieder geöffnet werden. Valentin Degen fand in dieser Kirche seine letzte Ruhestätte.

## Ehrungen
- 1956: Geistlicher Rat